# クレイジー・ドライブ
『クレイジー・ドライブ』（Stretch）は、2014年に公開された犯罪コメディ映画である。

## 概要
『インシディアス』や『リトル・チルドレン』などでホワイトカラーな良き夫を演じることが多かったパトリック・ウィルソンが、どん底まで落ちぶれたリムジン運転手という汚れ役を演じた本作。真夜中までに借金の返済を迫られた男が、一人の怪しい男の運転手という仕事を引き受けたことから様々なトラブルに見舞われるというクライム・コメディ映画である。監督と脚本は『特攻野郎Aチーム THE MOVIE』などで知られるジョー・カーナハンが手掛けた。共演にはジェシカ・アルバをはじめ、『ハングオーバー!! 史上最悪の二日酔い、国境を越える』のエド・ヘルムズや『24 -TWENTY FOUR-』のジェームズ・バッジ・デールのほか、トラブルの元凶を作る富豪役でクリス・パインらが出演している。

## あらすじ
暗い過去を持つ傍ら、ハリウッドで俳優を目指しながらリムジン運転手を務めるストレッチ（パトリック・ウィルソン）。彼はかつてメキシコのギャングから借金をしており、その日の深夜12時までに6000ドルを返済しなければ命はないという電話を受ける。借金返済のために高額なチップを期待して勤務先の同僚でオペレーターのチャーリー（ジェシカ・アルバ）から振られる仕事をすべて引き受けるも、到底6000ドルには届かない。冷静を装うストレッチだったが、精神的に追いつめられるとかつて自殺した同僚のカール（エド・ヘルムズ）の幻覚が見えるという症状を持っていた。借金に対する焦燥感で、ことあるごとにカールの幻影が現れてストレッチをののしり始める。
そんな気が気でない状況の最中、ストレッチの元に新たな顧客の依頼が入った。その顧客とは、かつてのカールの常連客で億万長者の異名を持つカロス（クリス・パイン）だった。カロスは見るからに怪しい風貌の変人で、ストレッチを前に様々な奇行を繰り広げる。時間が経つにつれて次第にその奇行もエスカレートしていきストレッチには様々な災難が降りかかると同時に、真夜中が刻一刻と迫り来るのだった。

## キャスト
※括弧内は日本語吹替
- ストレッチ - パトリック・ウィルソン（咲野俊介）
- カロス - クリス・パイン（阪口周平）
- カール - エド・ヘルムズ（永井誠）
- チャーリー - ジェシカ・アルバ（坂本真綾）
- ロレント - ジェームズ・バッジ・デール
- キャンディス - ブルックリン・デッカー（志田有彩）
- イグナシオ - ベン・ブレイ
- ザ・ジョヴィ - ランディ・クートゥア
- ボリス - マット・ウィリグ
- ナシーム - ショーン・トーブ（後藤哲夫）
- 本人役 - レイ・リオッタ（大塚芳忠）
- 本人役 - デヴィッド・ハッセルホフ（菅生隆之）
- 本人役 - ノーマン・リーダス
- スケートボーダー - ショーン・ホワイト

## スタッフ
- 監督・脚本 - ジョー・カーナハン
- 製作 - ジェイソン・ブラム
- 音楽 - ルドウィグ・ゴランソン
- 撮影 - ヤス・タニダ
- 編集 - ケヴィン・ヘイル